# 期酒

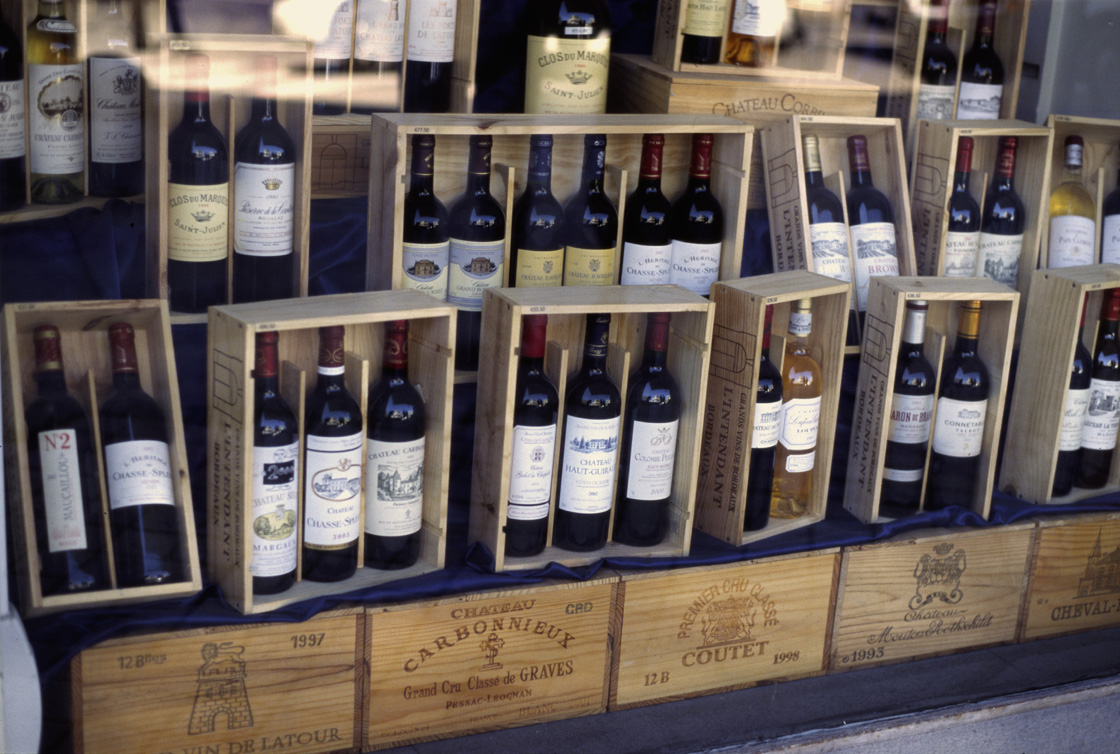
波尔多葡萄酒

期酒（En primeur或 "wine futures"）是一种早期购买葡萄酒的方法，让消费者有机会在当年的葡萄酒还在木桶里尚未装瓶时，购买特定的葡萄酒。期酒是在年份酒上市一年或18个月以前先行付款。购买葡萄酒期酒的一个可能的好处是在期酒时葡萄酒的价格可能比装瓶并在市场上出售时低很多。然而这也不一定，一些葡萄酒可能随着时间贬值。葡萄酒专家，如汤姆·斯蒂文森（Tom Stevenson）,推荐购买那些产量非常有限，在上市时很有可能购买不到的期酒。虽然也有一些其他的地区采用期酒的方式，但来自波尔多, 勃艮第, 罗纳河和波特酒的葡萄酒的期酒最常见。

## 过程

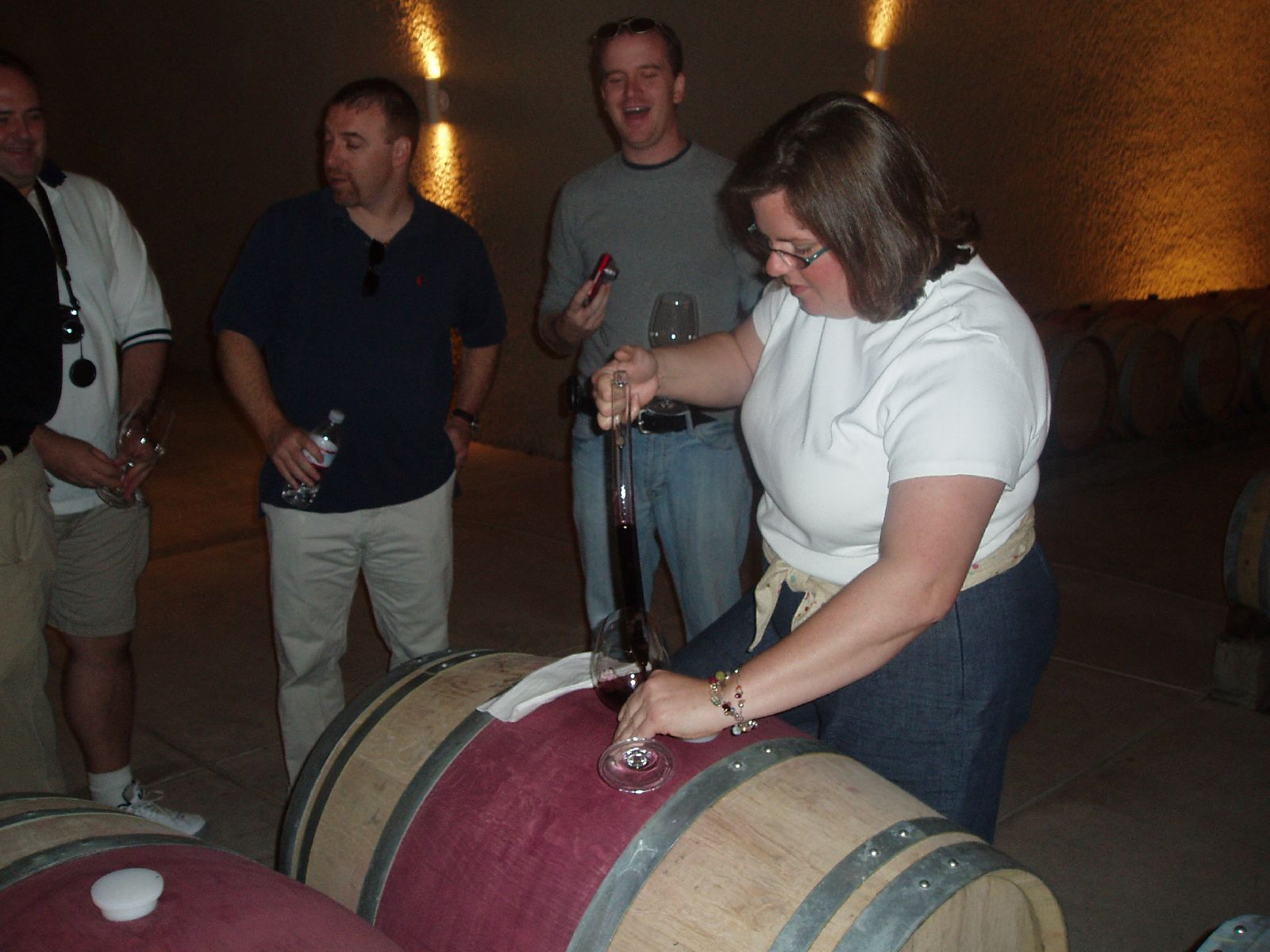
当酒在6-8个月时，将对木桶中的酒样进行品尝，并给出初步的评分或评价，这将影响期酒的价格。

在葡萄收获的第二年春天，酒商或贸易组织将对木桶内的6-8个月的酒进行取样品尝。在波尔多,由于最终的酒品通常是由几种葡萄品种混酿的，酿酒师会尝试决定酒样的混酿品种和比例。最终酒品的构成可能与酒样有所不同，这取决于每一个橡木桶内的陈年过程中的成熟程度。基于最初的酒样，参加品尝的的人将对酒品经装瓶，上市以及经过陈年后的预期质量给出一个初步的评分或酒评
在酒庄完成酒的熟成阶段后，期酒的购买者可以选择装瓶的酒瓶大小，如：375ml，750ml。在期酒时购买的葡萄酒通常会直接放入保税仓库。期酒作为一种精细的投资方式，购入的期酒可能最终遭受损失，或者可能获得可观的收益。例如，1982年的一箱拉图酒庄（Château Latour），在1983年期酒时的售价为250英镑，而在2007年估值为9000英镑，虽然价格增长的主要部分发生在装瓶之后。

### 潜在收益
对生产者来说，可以从改善现金流并得到有保证的产品价格。这个概念在波尔多存在了几个世纪了，在其他地区，如勃艮第，皮埃蒙特，托斯卡纳，斗罗河，以及里奥哈，只是偶尔使用。在意大利在推广意大利期酒市场方面已经做了一些工作。 
对于消费者来说，购买期酒使得他们有机会确保能够买到产量非常小、上市后不容易买到的酒。在好的年份里，有些波尔多列庄可能在酒上市前就把整年的存货分配或卖光。此外，在期酒时购买的价格可能要比酒上市后的价格低。
2009年4月，2008年份的波尔多期酒以比过去几年平均低30%的价格发布。 这在市场中引发了购买非常大的购买狂潮，同时也显现了投资机会。